# Rinus Peijnenburg

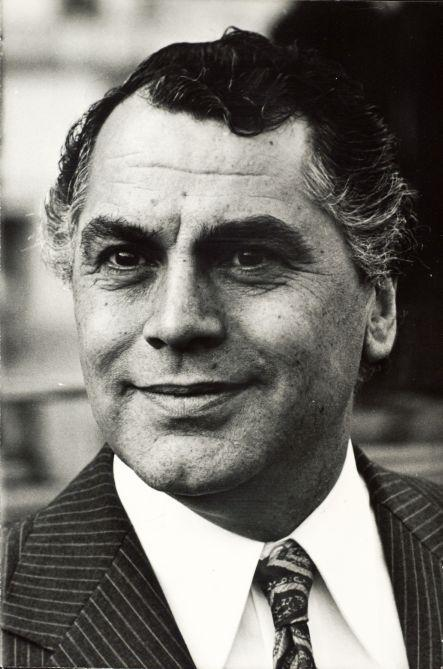
Rinus Peijnenburg (1979)

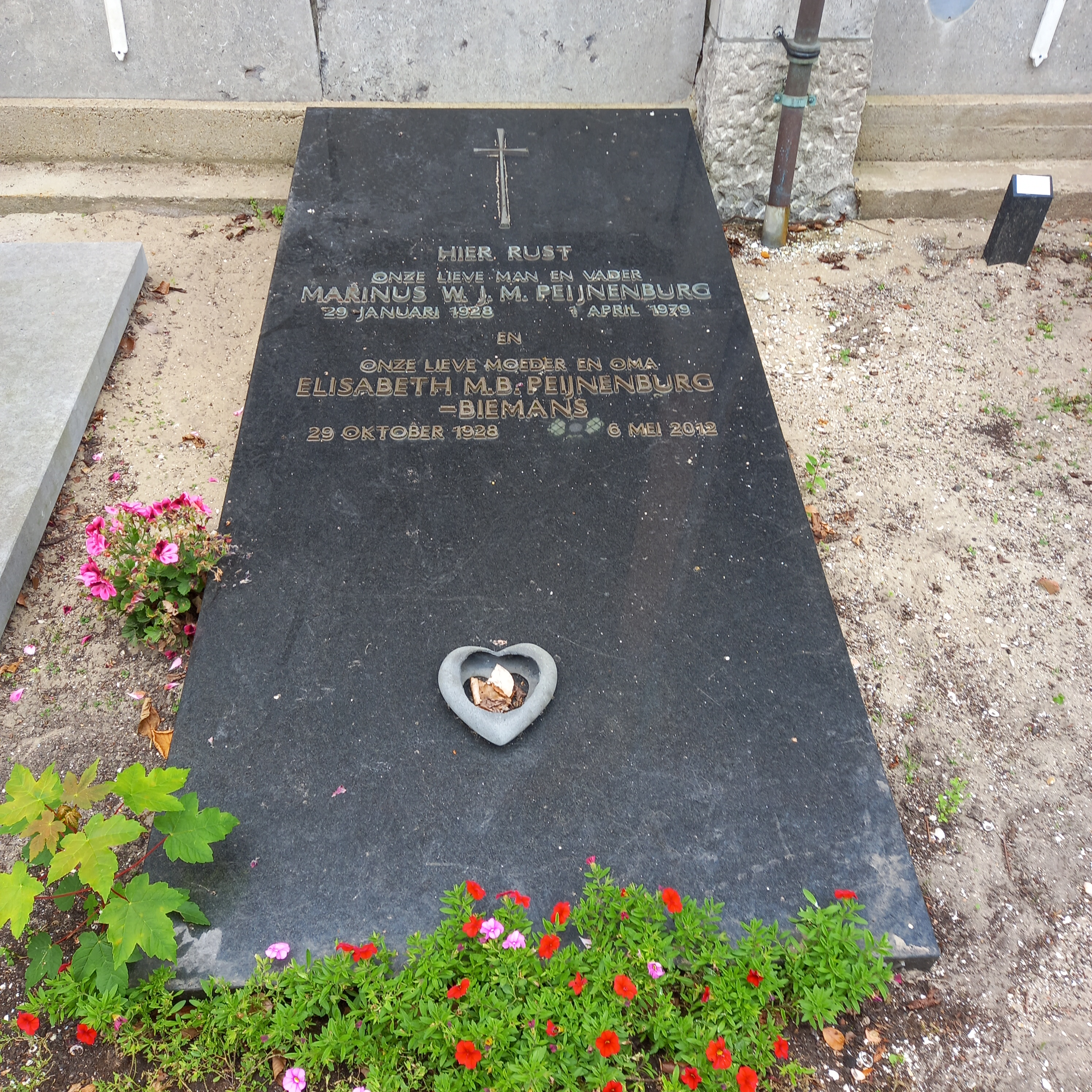
Das Grab von Rinus Peijnenburg und seiner Ehefrau Elisabeth Biemans auf dem katholischen Friedhof Sint Petrus Banden in Den Haag

Marinus Wilhelmus Johanna Maria „Rinus“ Peijnenburg (* 29. Januar 1928 in Geldrop, Provinz Noord-Brabant; † 1. April 1979 in Rotterdam) war ein niederländischer Wirtschaftsmanager und Politiker der Katholieke Volkspartij (KVP), der unter anderem Mitglied der Zweiten Kammer der Generalstaaten und zwischen 1977 und seinem Tode 1979 im Kabinett Van Agt I Minister ohne Geschäftsbereich für Wissenschaftspolitik war.

## Leben
Marinus „Rinus“ Wilhelmus Johanna Maria Peijnenburg stammte aus einer Industriellenfamilie und war ein Enkel von Harry Peijnenburg, des Gründers des Honigkuchenherstellers Koninklijke Peijnenburg B.V. Nach dem Zweiten Weltkrieg wurde er zum Ende des Indonesischen Unabhängigkeitskrieges 1949 zum Militärdienst zu den in Niederländisch-Indien stationierten Streitkräften versetzt. Er war als Wirtschaftswissenschaftler und Wirtschaftsmanager tätig und fungierte zwischen 1956 und dem 1. Oktober 1966 als Sekretär des Allgemeinen Katholischen Arbeitsgeberverbandes AKWV (Algemene Katholieke Werkgeversverbond), aus dem 1960 der Niederländische Katholische Arbeitgeberverband NKWV (Nederlands Katholiek Werkgevers Verbond) hervorging.
Am 4. Oktober 1966 wurde Peijnenburg für die Katholieke Volkspartij (KVP) Mitglied der Zweiten Kammer der Generalstaaten (Tweede Kamer der Staten-Generaal), der er bis zum 19. Dezember 1977 angehörte. Er war zugleich zwischen 1969 und 1978 Vorsitzender des Aufsichtsrates des Textilindustrieunternehmens Stoomweverijen Besouw N.V. sowie zwischen Mai 1970 und September 1971 Mitglied der Nordatlantischen Versammlung. Während seiner Parlamentszugehörigkeit war er 1973 einer der Sprecher der KVP-Fraktion in der Debatte über den Entwurf des Gesetzes zum Schutz des Einkommens und des Arbeitsschutzes sowie 1974 Sprecher bei den Haushaltsberatungen. Darüber hinaus war er von Dezember 1975 bis Juni 1977 Vorsitzender des Sonderausschusses für den Bericht über die Umstrukturierung der niederländischen Wirtschaft und Entwicklungszusammenarbeit sowie vom 16. Juni 1976 bis zum 8. Juni 1977 stellvertretendes Mitglied des Präsidiums der Zweiten Kammer.
Rinus Peijnenburg war 1977 an der Kabinettsbildung als Finanzberater von Dries van Agt beteiligt und wurde von diesem am 19. Dezember 1977 als Minister ohne Geschäftsbereich für Wissenschaftspolitik (Minister zonder portefeuille, belast met wetenschapsbeleid) in das Kabinett Van Agt I berufen. Er bekleidete dieses Amt bis zu seinem Tode am 1. April 1979 aufgrund eines Herzinfarkts, den er am 12. März 1979 erlitten hatte.
Sein Cousin war der Politiker und Regierungsbeamte Gerard Peijnenburg, der Staatssekretär und Generalsekretär des Verteidigungsministeriums war.